# La niña que llora en tus fiestas
«La niña que llora en tus fiestas» es una canción del grupo español La Oreja de Van Gogh. Es el primer sencillo de su sexto álbum de estudio, Cometas por el cielo, el cual se publicó el 13 de septiembre de 2011. La canción se estrenó en Los 40 Principales, el 16 de julio por Tony Aguilar en su programa Del 40 al 1, estreno que se hizo simultáneamente en Cadena Dial.

## Recepción
Se puso a la venta digitalmente el 26 de julio de 2011, posicionándose directamente en el número 1 en iTunes (España). El mismo día de su estreno, se posicionó en el lugar 24 en iTunes (México).
En su primera semana a la venta, se posicionó como la octava canción más vendida en España siendo la entrada más fuerte de la semana. Del mismo modo, el 30 de julio de 2011 debuta en la lista de Los 40 principales en el número 34, y tras diez semanas subiendo poco a poco, consigue el 1 de octubre llegar a la primera posición, posición en la que se mantiene dos semanas consecutivas. El videoclip de la canción en la versión de estudio consiguió superar los tres millones de visitas de reproducciones. La canción ha sido número uno en países como España, México, Argentina, Panamá y Paraguay, entre otros. En Paraguay ha sido el primer número uno de la banda en más de 15 años de carrera. La canción ha conseguido ser número 1 en cinco países, siendo este uno de los grandes éxitos de la banda. El videoclip de la canción también destacó quedando como el tercer videoclip más reproducido del año 2011 en la pequeña pantalla y cuenta con 14 millones de visitas en la versión de estudio y 11 millones en el videoclip oficial.[cita requerida]
- Permanecer siete meses en la lista de las 50 canciones más vendidas en su país natal.
- Fue la canción Nº 42 más vendida en España en 2011.
- Ostenta el récord de permanencia en la lista Del40al1 de Los 40 Principales de Paraguay con 27 semanas.

## Acerca de la canción
En palabras del propio grupo "Esta canción habla de la eterna lucha entre lo que nos conviene y lo que nos apetece. Nos sucede continuamente en pequeñas y grandes decisiones a lo largo de nuestra vida. En esta historia las adicciones a las drogas son el telón de fondo. Como curiosidad contaros que es la primera canción que compusimos para este disco y que el personaje de esta canción es el mismo que el de Perdida, del disco Guapa".
Leire habla sobre "La niña que llora en tus fiestas":

"La elección de este single ha sido una apuesta. Creíamos que era una canción ideal para reﬂejar nuestra evolución, que el grupo va para adelante, que además de las canciones de siempre empiezan a surgir cosas nuevas. Sabíamos que era un riesgo, pero conﬁábamos mucho en ella."

"La niña que llora en tus fiestas" está compuesta en una tonalidad de Fa Sostenido (#) Menor, que contiene 3 sostenidos en su armadura.
El título podría haber nacido del vídeo musical de su antecesora Perdida donde Amaia sale triste y llorando en una fiesta.

## Posiciones
| Posición | 8 | 10 | 13 | 12 | 12 | 14 | 12 | 15 | 13 | 13 | 14 | 17 | 12 | 17 | 18 | 20 | 30 | 30 | 28 | 27 | 31 | 38 | 27 | 29 | 30 | 41 | 37 |

| TOP 50 - Lista de Radio | TOP 50 - Lista de Radio | TOP 50 - Lista de Radio | TOP 50 - Lista de Radio | TOP 50 - Lista de Radio | TOP 50 - Lista de Radio | TOP 50 - Lista de Radio | TOP 50 - Lista de Radio | TOP 50 - Lista de Radio | TOP 50 - Lista de Radio | TOP 50 - Lista de Radio | TOP 50 - Lista de Radio | TOP 50 - Lista de Radio | TOP 50 - Lista de Radio | TOP 50 - Lista de Radio | TOP 50 - Lista de Radio | TOP 50 - Lista de Radio | TOP 50 - Lista de Radio | TOP 50 - Lista de Radio | TOP 50 - Lista de Radio | TOP 50 - Lista de Radio | TOP 50 - Lista de Radio | TOP 50 - Lista de Radio | TOP 50 - Lista de Radio | TOP 50 - Lista de Radio | TOP 50 - Lista de Radio | TOP 50 - Lista de Radio | TOP 50 - Lista de Radio | TOP 50 - Lista de Radio | TOP 50 - Lista de Radio | TOP 50 - Lista de Radio | TOP 50 - Lista de Radio |
| Semana                  | 01                      | 02                      | 03                      | 04                      | 05                      | 06                      | 07                      | 08                      | 09                      | 10                      | 11                      | 12                      | 13                      | 14                      | 15                      | 16                      | 17                      | 18                      | 19                      | 20                      | 21                      | 22                      | 23                      | 24                      | 25                      | 26                      | 27                      | 28                      | 29                      | 30                      | 31                      |
| ----------------------- | ----------------------- | ----------------------- | ----------------------- | ----------------------- | ----------------------- | ----------------------- | ----------------------- | ----------------------- | ----------------------- | ----------------------- | ----------------------- | ----------------------- | ----------------------- | ----------------------- | ----------------------- | ----------------------- | ----------------------- | ----------------------- | ----------------------- | ----------------------- | ----------------------- | ----------------------- | ----------------------- | ----------------------- | ----------------------- | ----------------------- | ----------------------- | ----------------------- | ----------------------- | ----------------------- | ----------------------- |
| Posición                | 75                      | 14                      | 12                      | 11                      | 16                      | 9                       | 15                      | 6                       | 17                      | 2                       | 2                       | 6                       | 4                       | 7                       | 17                      | 2                       | 14                      | 14                      | 18                      | 16                      | 20                      | 22                      | 16                      | 10                      | 9                       | 9                       | 14                      | 17                      | 37                      | 35                      | 49                      |

| Top Radio anual de Venezuela) | Posición |
| ----------------------------- | -------- |
| Venezuela                     | 13       |

| Los 10 Primeros Videos(Tv) | Posición |
| -------------------------- | -------- |
| Mundial                    | 3        |

| Los 10 primeros | Posición |
| --------------- | -------- |
| México          | 1        |

| Top Gaztea | Posición |
| ---------- | -------- |
| España     | 1        |

| Del 40 al 1 | Máxima Posición |
| ----------- | --------------- |
| España      | 1(x2)           |
| México      | 1(x2)           |
| Paraguay    | 1               |
| Chile       | 5               |
| Costa Rica  | 34              |

| Itunes  | Máxima Posición |
| ------- | --------------- |
| España  | 1               |
| México  | 9               |
| Europa  | 85              |
| Francia | 45              |
| Mundial | 60              |

| Posición | 34 | 28 | 26 | 25 | 18 | 11 | 10 | 6 | 4 | 1 | 1 | 3 | 3 | 4 | 8 | 14 | 17 | 20 | 33 | 37 |

| Posición | 24 | 18 | 7 | 8 | 5 | 2 | 1 | 1 | 7 | 21 | 21 | 30 |

| Posición | 39 | 34 | 32 | 31 | 29 | 27 | 17 | 14 | 11 | 11 | 11 | 12 | 10 | 6 | 5 | 6 | 10 | 21 |

| Posición | 32 | 23 | 12 | 22 | 43 | 55 |